# John Heywood

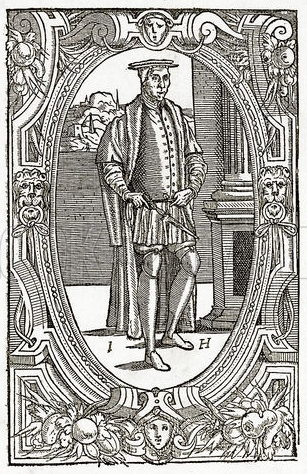
John Heywood. Holzschnitt in The Spider and the Flie, 16. Jahrhundert

John Heywood (* um 1497; † um 1580) war ein englischer Dramatiker und Musiker der frühen Tudor-Zeit. Eines seiner bekannteren Stücke ist The Play of the Weather.

## Leben und Wirken
Ab 1519 war John Heywood am Hofe Heinrichs VIII. als sogenannter Hofnarr, das heißt als Sänger, Schauspieler und Musiker tätig. Bekannt wurde er neben seinen Epigrammen und Aphorismen vor allem durch seine Zwischenspiele, die aus geistreichen und witzigen, teilweise satirischen Debatten über ein feststehendes Thema bestanden.  
Diese Interludien wurden entweder als eigenständige Einlage zwischen den Akten eines längeren Stückes oder als Vor- bzw. Nachspiel aufgeführt. The playe called the foure PP (1544) gestaltet einen Wettbewerb im Lügen, The play of the wether (1533) stellt die chaotischen Bemühungen Jupiters dar, das Wetter den Wünschen verschiedener Menschen anzupassen. In seinen Zwischenspielen ersetzte John Heywood die biblischen Allegorien und abstrakten religiösen Belehrungen der mittelalterlichen Moralitäten durch komödienhafte Stücke, die stattdessen das konkrete alltägliche Leben und die alltäglichen Gewohnheiten thematisierten. Damit legte er die Grundlagen für die nachfolgende Entwicklung der vollständig ausgestalteten Komödien im elisabethanischen Theater.
John Heywood blieb auch nach der Gründung der anglikanischen Kirche dem römisch-katholischen Glauben treu. Als Elisabeth I. den Thron bestieg, überließ er seinen Besitz seinem Schwiegersohn John Donne, dem Vater des gleichnamigen metaphysischen Dichters, und floh nach Mechelen in Belgien. Vermutlich verstarb er dort nach 1575 in hohem Alter. Anderen Quellen zufolge soll er 1577 nach England zurückgekehrt sein.

## Werke
- The playe called the foure PP. A newe and a very mery enterlude of A palmer. A pardoner. A potycary. A pedler. 1544 (Digitalisat), 1560 (Digitalisat), 1569 (Digitalisat)
- A mery play betwene the pardoner and the frere, the curate and neybour Pratte. 1533 (Digitalisat)
- A mery play betwene Iohan Iohan the husbande, Tyb his wyfe, [and] syr Iha[n]n the preest. 1533 (Digitalisat)
- The play of the wether. A new and a very mery enterlude of all maner of wethers. 1533 (Digitalisat), 1544 (Digitalisat), 1560 (Digitalisat)
- A play of loue. A newe and a mery enterlude concernyng pleasure and payne in loue. 1534 (Digitalisat)
- A dialogue conteinyng the nomber in effect of all the prouerbes in the englishe tongue, compacte in a matter concernyng two maner of mariages. 1546 (Digitalisat), 1549 (Digitalisat), 1561 (Digitalisat)
- An hundred Epigrammes. 1550 (Digitalisat)
- Two hundred Epigrammes, vpon two hundred prouerbes, with a thyrde hundred newely added. 1555 (Digitalisat)
- The Spider and the Flie. A parable of the Spider and the Flie. 1556 (Digitalisat)
- A dialogue conteyning the number of the effectuall prouerbes in the Englishe tounge, compact in a matter concernynge two maner of maryages. With one hundred of Epigrammes: and thrée hundred of Epigrammes vpon thrée hundred prouerbes: and a fifth hundred of Epigrams. Whervnto are now newly added a syxt hundred of Epigrams. 1562 (Digitalisat), 1566 (Digitalisat), 1577 (Digitalisat), 1587 (Digitalisat), 1598 (Digitalisat)
- A dialogue on wit and folly. 1846 (Digitalisat)